# Leonid Alexandrowitsch Wesnin
Leonid Alexandrowitsch Wesnin (russisch Леонид Александрович Веснин; * 28. Novemberjul. / 10. Dezember 1880greg. in Nischni Nowgorod; † 8. Oktober 1933 in Moskau) war ein russischer Architekt und Hochschullehrer.

## Leben
Wesnin stammte aus einer Nischni Nowgoroder Kaufmannsfamilie. Er verbrachte seine Jugend mit seinen beiden jüngeren Brüdern Wiktor und Alexander auf dem kleinen Landgut seiner Mutter am Ufer der Wolga bei Jurjewez. Wesnin besuchte die Moskauer Akademie für Angewandte Handelswissenschaften mit Abschluss 1899. 1900 begann er wie 1901 auch seine Brüder das Studium am St. Petersburger Institut der Zivilingenieure (PIGI) in der von Leonti Nikolajewitsch Benois geleiteten Klasse. Die Brüder lebten zusammen und beschäftigten sich neben dem Studium weiter mit Zeichnen und Malen im Atelier Jan Ciąglińskis. In dieser Zeit wurde ihr Vater insolvent, so dass Wesnin nun selbst für sich und seine Brüder sorgte.
Während der Russischen Revolution 1905 beteiligte sich Wesnin an Streiks und Demonstrationen. Er arbeitete im Politischen Roten Kreuz und im Studentenältestenrat mit. Nach der Schließung der PIGI als Herd der revolutionären Studentenbewegung ging er wegen der eigenen schwierigen materiellen Lage mit seinen Brüdern nach Moskau, um in den Architektenbüros von Illarion Alexandrowitsch Iwanow-Schitz, Roman Iwanowitsch Klein, Pawel Pawlowitsch Wisnewski, Nikolai Pawlowitsch Miljukow u. a. zu arbeiten. Wesnin beschäftigte sich mit seinen Brüdern weiter mit dem Zeichnen zunächst bei Konstantin Fjodorowitsch Juon und dann in dem in der eigenen Wohnung organisierten Atelier zusammen mit Wladimir Jewgrafowitsch Tatlin. Auf Einladung Alexei Wiktorowitsch Schtschussews restaurierte Wesnin die Wassiljew-Kirche in Owrutsch. 1909 schloss Wesnin sein Studium in St. Petersburg an der Architektur-Abteilung der Kunsthochschule der Kaiserlichen Akademie der Künste als Architekt-Künstler ab. Danach führte er mit dem Bau einer Datsche am Nordwestrand Moskaus für W. A. Nossenkow sein erstes eigenes Projekt durch.
Anfänglich erarbeitete Wesnin Projekte gemeinsam mit seinen Brüdern für viele Bauwettbewerbe. Bekannt wurde er durch den ersten Preis beim Wettbewerb für das Gebäude der Moskauer Hochschule für Malerei, Bildhauerei und Architektur. 1913 bauten die Brüder zusammen mit Wassili Iwanowitsch Jeramischanzew die Fassade des Bankhauses J. W. Junker & Co. Gleichzeitig bauten die Brüder Wesnin in Nischni Nowgorod das Verwaltungsgebäude der Wolga-Reederei (Vorstandsvorsitzender Dmitri Wassiljewitsch Sirotkin), das jetzt von der Staatlichen Medizinischen Akademie Nischni Nowgorod genutzt wird. Im Ersten Weltkrieg wurden Leonid und Alexander Wesnin zur Kaiserlich Russischen Armee eingezogen, während Wiktor Wesnin das Architekturbüro führte. Beim Bau des Kaufhauses für die Aktiengesellschaft Dinamo am Moskauer Ljubanka-Platz 1916–1917 erstellten die Brüder Wesnin eine Stahlbetonkonstruktion mit großen Glasflächen.
Nach der Oktoberrevolution arbeitete Wesnin 1918–1919 im Baurat der Verwaltung des Torfhauptkomitees des Obersten Rats für Volkswirtschaft und in der Architekturwerkstatt der Bauabteilung des Mossowjet (erster staatlicher Architektur-Artel in sowjetischer Zeit). 1921–1923 beschäftigte er sich im Wissenschaftlichen Rat für das Neue Moskau unter der Leitung Schtschussews mit Fragen der Moskauer Stadtplanung. In ihren gemeinsamen Projekten wandten sich die Brüder Wesnin dem Konstruktivismus zu.
Die Brüder Wesnin arbeiteten wie auch Andrei Konstantinowitsch Burow in der 1922 von Boris Ignatjewitsch Arwatow und anderen gegründeten Linken Front der Künste (LEF) mit. Den Kern der LEF bildeten neben Arwatow die russischen Futuristen Wladimir Wladimirowitsch Majakowski als Führer der Gruppe, Nikolai Nikolajewitsch Assejew, Ossip Maximowitsch Brik, Sergei Michailowitsch Tretjakow, Boris Anissimowitsch Kuschner und Nikolai Fjodorowitsch Tschuschak. An der Tätigkeit der LEF beteiligten sich die Künstler Alexander Michailowitsch Rodtschenko, Warwara Fjodorowna Stepanowa, Ljubow Sergejewna Popowa, Wladimir Jewgrafowitsch Tatlin u. a. und die Filmemacher Sergei Michailowitsch Eisenstein, Lew Wladimirowitsch Kuleschow, Grigori Michailowitsch Kosinzew, Leonid Sacharowitsch Trauberg, Dsiga Wertow, Sergei Iossifowitsch Jutkewitsch, Esfir Iljinitschna Schub u. a.
1923 wurde Wesnin Vollmitglied der Staatlichen Akademie der Künste der RSFSR in Moskau. Ab 1924 leitete er das Projektbüro der sowjetischen Aktiengesellschaft Standart anstelle des verstorbenen R. I. Klein. Unter Wesnins Leitung wurde 1924–1925 das erste sogenannte Arbeiterdorf als Gartenstadt mit Holzfachwerkhäusern in Iwanowo-Wosnessensk gebaut. 1927 wurde er Mitglied der Kommission für Wohnungsbau des Staatlichen Forschungsinstituts für Zivil-, Industrie- und Technik-Aufbau des Obersten Rats für Volkswirtschaft der UdSSR. 1931 wurde er in den Moskauer Architekturrat gewählt, der die Fragen der Rekonstruktion des Moskauer Zentrums beraten sollte.
Wesnin lehrte an den Höheren Künstlerisch-Technischen Werkstätten (WChUTEMAS), an der Staatlichen Technischen Hochschule Moskau (1923–1931) und am Moskauer Architektur-Institut (MArchI) (1932–1933).
Wesnin wurde auf dem Nowodewitschi-Friedhof begraben. Das Grabmal entwarf sein Bruder Alexander. Später wurden Wiktor und Alexander Wesnin neben Leonid Wesnin bestattet.

## Ehrungen
- Orden des Roten Banners der Arbeit

## Werke

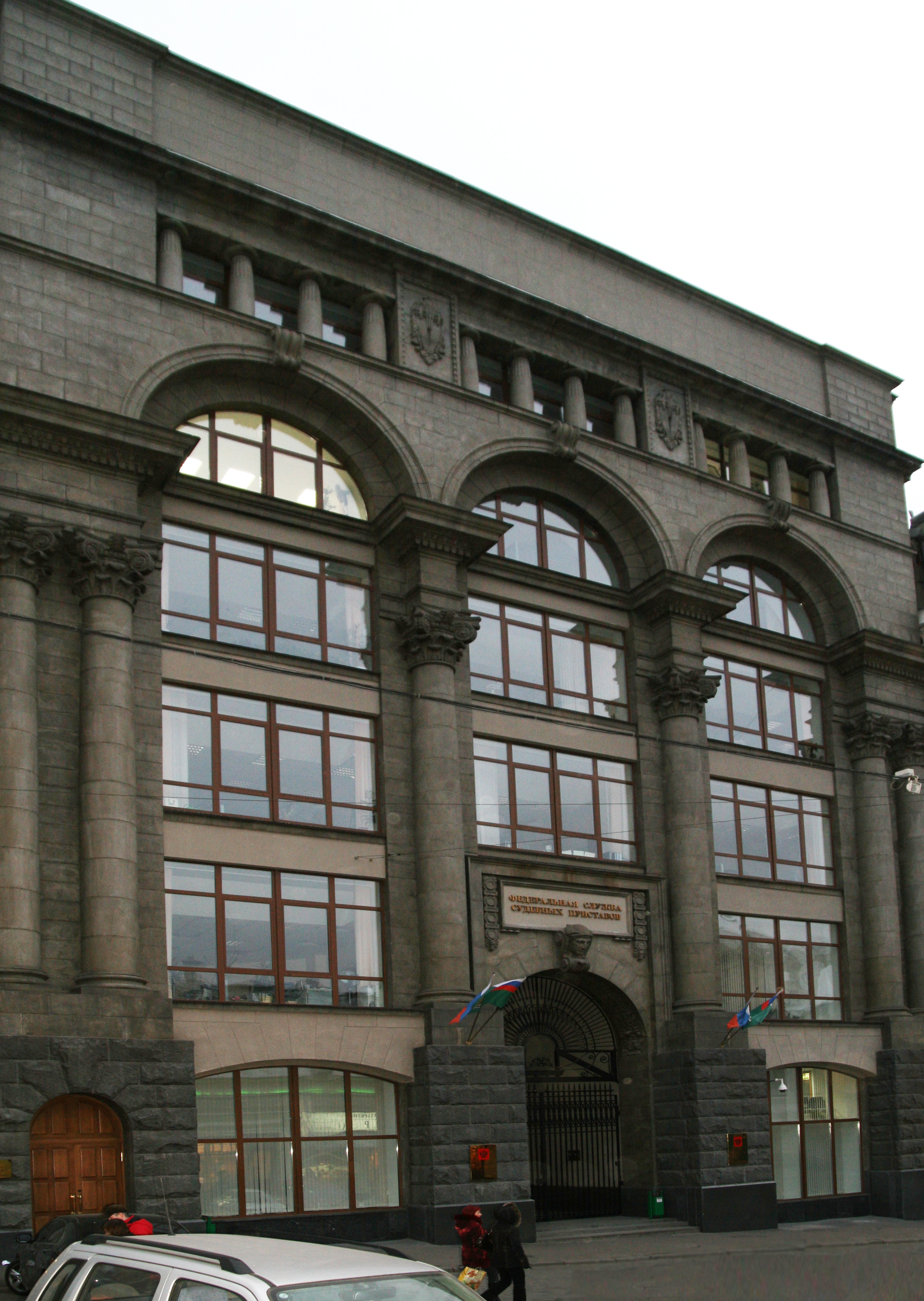
Fassade des Bankhauses J. W. Junker & Co. (1913), Kusnezki Most 16, Moskau
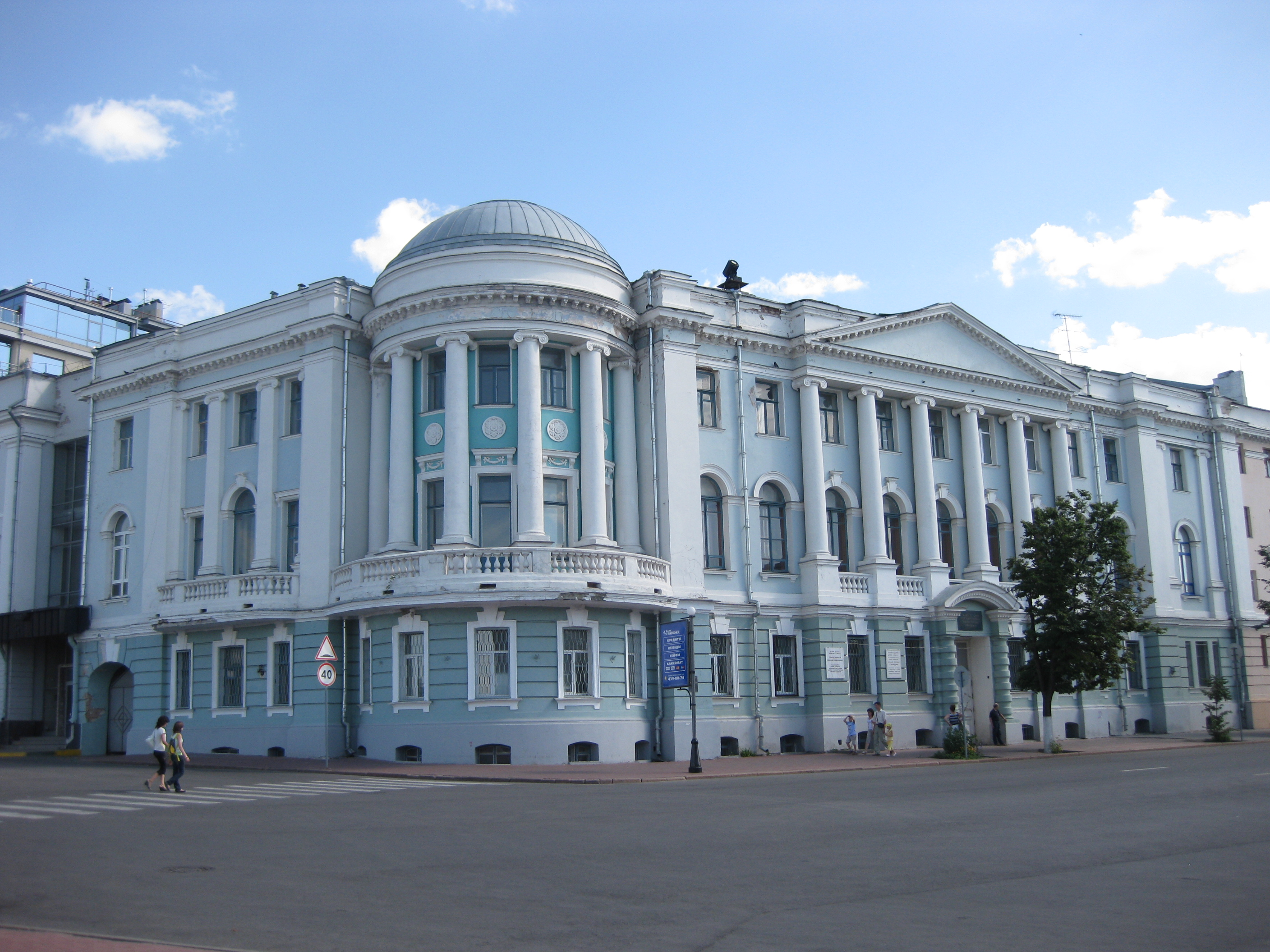
1. Gebäude der Staatlichen Medizinischen Akademie Nischni Nowgorod (1913)
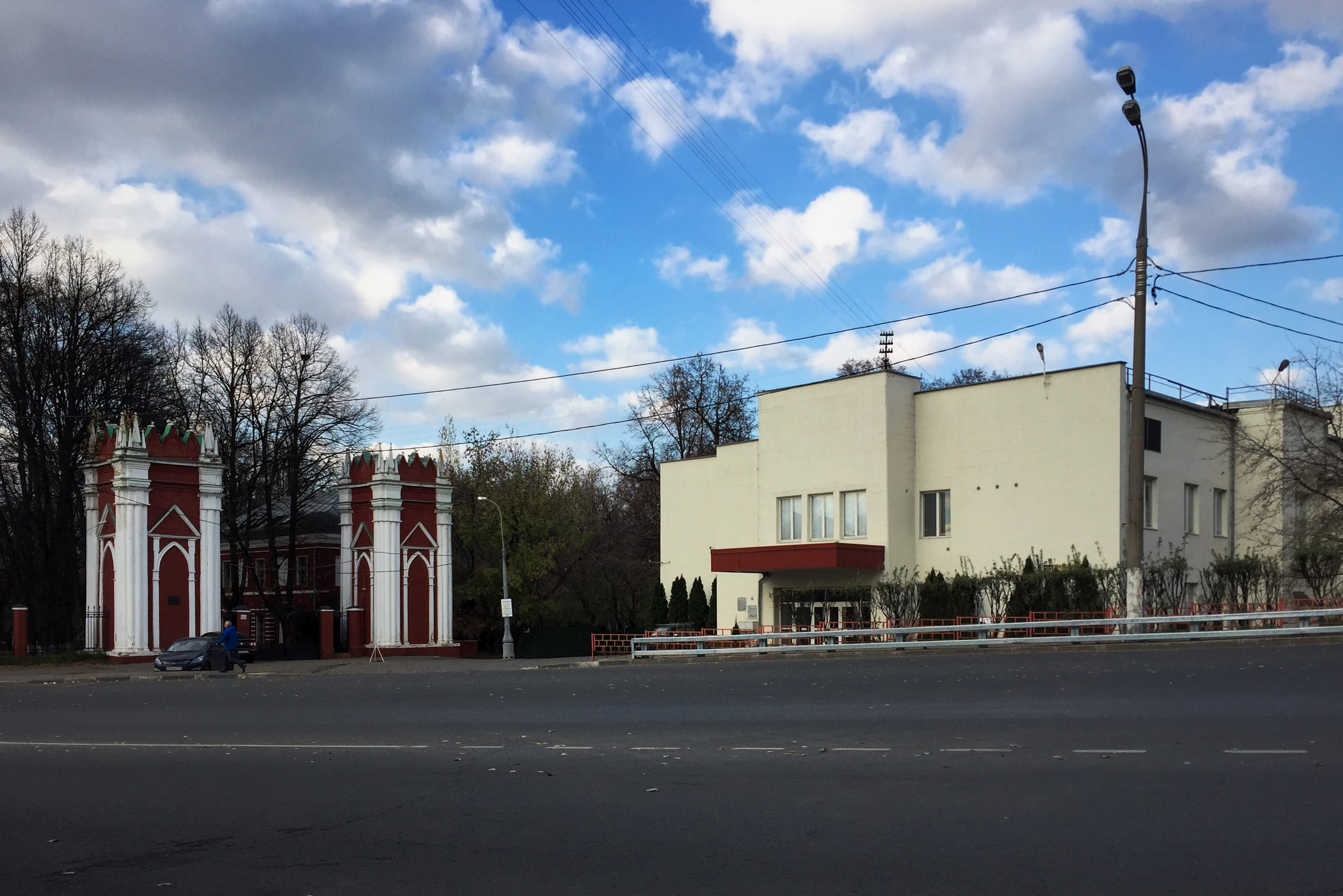
Club der Pjotr-Alexejew-Fabrik (1927–1929), Michalkowskaja Uliza 36, Moskau
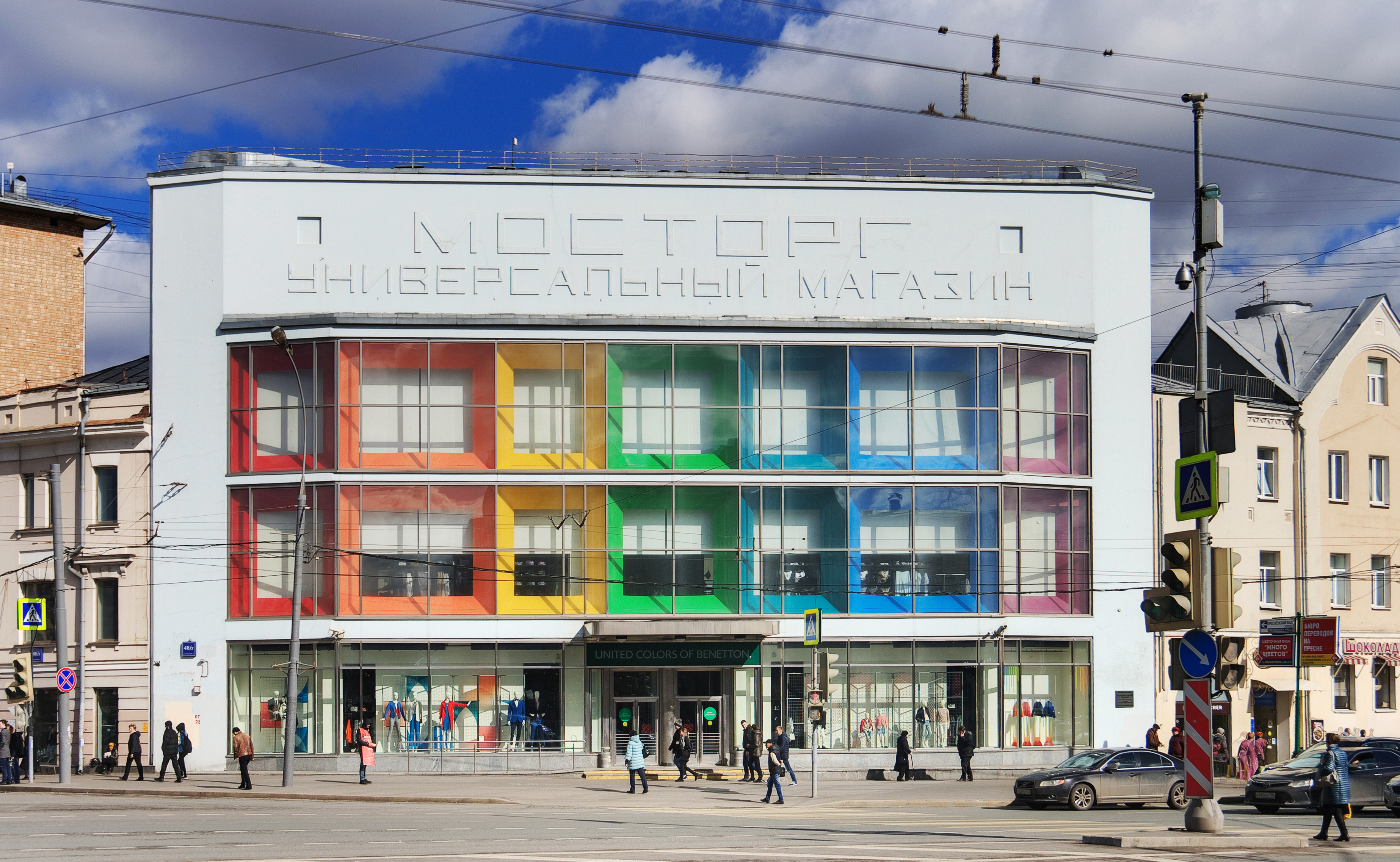
Mostorg-Kaufhaus (1927–1929), Uliza Krassnaja Pressnja 48/2, Moskau
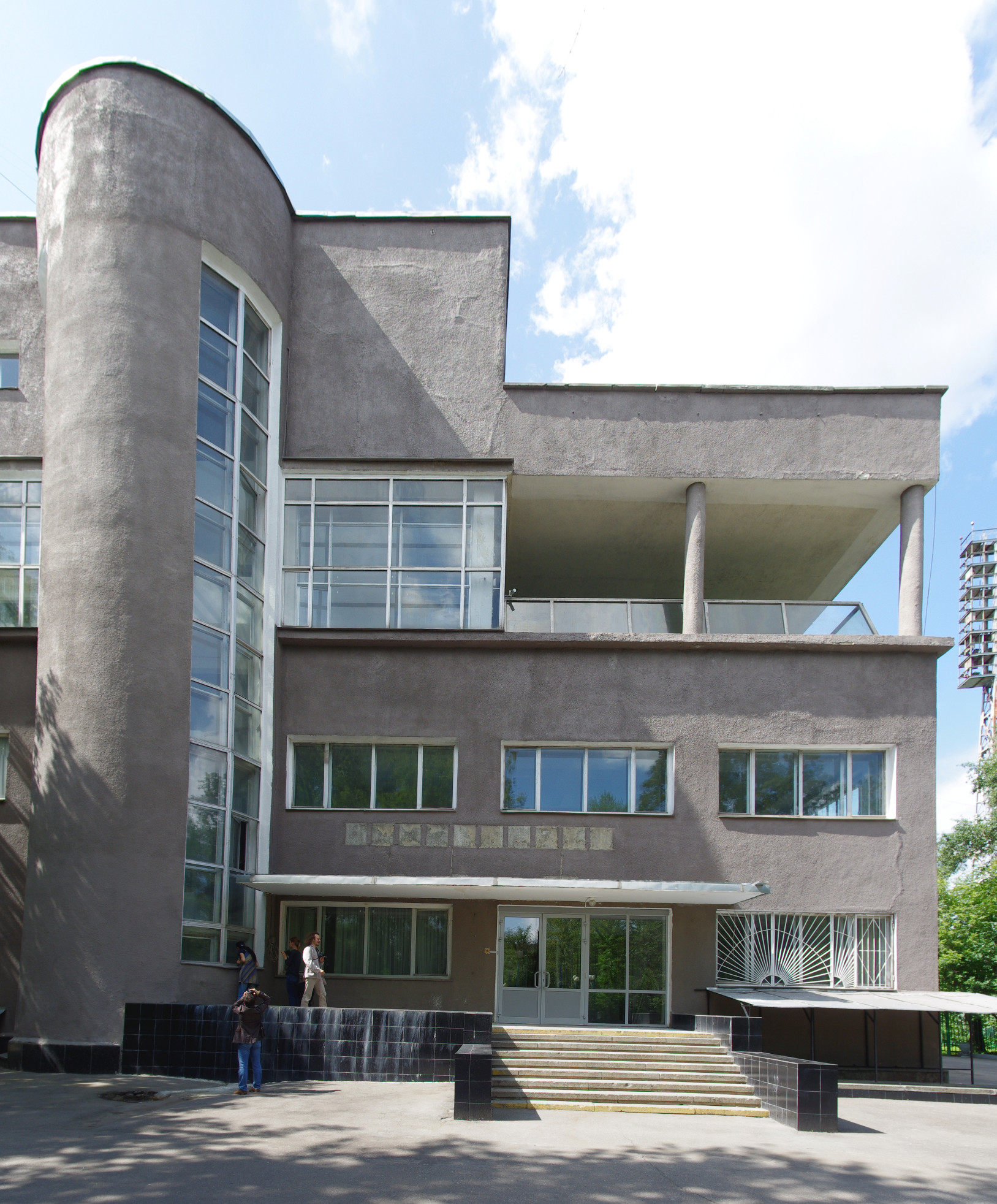
SIL-Kulturpalast (1930–1937, 1966–1976 von R. P. Aldonina restauriert), Moskau